# Aakenusvaara
Aakenusvaara är en kulle i Finland. Den ligger i Kittilä i landskapet Lappland, i den norra delen av landet, 800 km norr om huvudstaden Helsingfors. Toppen på Aakenusvaara är 244 meter över havet.
Terrängen runt Aakenusvaara är platt norrut, men söderut är den kuperad.  Trakten runt Aakenusvaara är nära nog obefolkad, med mindre än två invånare per kvadratkilometer. Närmaste större samhälle är Kittilä, 17,3 km sydost om Aakenusvaara. 